# Argelia en los Juegos Olímpicos de México 1968
Argelia estuvo representada en los Juegos Olímpicos de México 1968 por tres deportistas masculinos que compitieron en dos deportes.
El equipo olímpico argelino no obtuvo ninguna medalla en estos Juegos.